# Caçadors d'ombres
Caçadors d'ombres (The mortal instruments, títol original en anglès) és un conjunt de sis llibres escrits per Cassandra Clare. El primer llibre, Caçadors d'ombres - Ciutat d'ossos va ser publicat per l'editorial Margaret K. McElderry als Estats Units per primera vegada el 27 de març de 2007 amb el títol original The mortal instruments - City of bones. En les entregues posteriors continua la història de Clary Fray en el món de les ombres.
Aquest primer llibre (Ciutat d'ossos) va ser adaptat al cinema amb Lily Collins (Clary Fray) i Jamie Campbell Bowe (Jace Wayland) amb una coproducció alemanya-canadenca que es va estrenar als Estats Units i al Regne Unit el 21 d'agost de 2013. Més endavant, el dia 12 de gener de 2016 es va estrenar als Estats Units la sèrie de televisió, amb Katherine MacNamara com a Clary i Dominic Sherwood com a Jace.

## Sinopsi
Primer llibre (Ciutat d'ossos)
Clarissa Fray és una jove de quinze anys que viu a Nova York amb la seva mare, i un dia decideix anar al club Pandemònium amb el seu millor amic, Simon Lewis. Un cop dins veu un noi d'ulls blaus que és seguit per un grup de tres joves, dos nois i una noia, que li sembla que porten armes al damunt. Els quatre joves entren en una sala privada i ella els segueix. Allà veu com el noi d'ulls blaus és assassinat pels altres tres, però en lloc de quedar estès a terra desapareix en l'aire. Aleshores, en Simon entra a la sala després de sentir un crit i, en veure-la sola i tan nerviosa, li pregunta què fa allà. Ella s'adona que en Simon no pot veure els assassins i, per tant, es disculpa i el segueix a la sala gran. Quan torna a casa troba la seva mare i en Luke, millor amic de la seva mare i a qui la Clary considera el seu pare, molt preocupats perquè ella hagi tornat tan tard, i després d'uns quants crits l'envia a dormir amenaçant-la amb no sortir la nit següent. Tot i així, ella va amb en Simon a un recital de poesia on la Clary torna a veure en Jace, un dels assassins, i quan va a parlar amb ell, ella rep una trucada de la seva mare que li diu que, sota qualsevol concepte, es mantingui allunyada de l'apartament on viuen, a Brooklyn. També li diu que ha de trucar a en Luke sens falta i dir-li que ell l'ha trobat. Ella, desesperada, intenta tornar a trucar altra vegada, però com que no rep resposta va a casa i allà és atacada per un dimoni i és incapaç de trobar la seva mare per enlloc. Sense que ella ho sàpiga, en Jace la segueix i la salva del dimoni que l'havia atacat. Després la porta a l'institut i a una església aparentment abandonada on viuen tots els caçadors d'ombres de la ciutat. Just després de despertar-se, la Clary decideix anar a buscar en Luke, i per trobar-lo necessita tornar a casa seva. Quan hi arriba troba a la seva veïna al replà intentant descobrir què ha passat a l'apartament de dalt. Mentre parlen amb ella, en Jace s'adona que la dona no és una "mundana" (com ells anomenen els humans) i quan veu que és una bruixa l'obliga a utilitzar un portal que els porti a la llibreria d'en Luke. Allà troben en Simon, que ha anat allà per trobar la Clary. En Simon i la Clary discuteixen sobre on havia anat ella i finalment troben en Luke, que està interrogat per dos homes del cercle. Tot i que ell assegura que no sap res sobre on es troba la copa que vol en Valentine. Els tres joves demanen a en Hodge, instructor dels nois, que els parli sobre el Cercle, associació de la qual ell va formar part durant la seva joventut, i ells li expliquen el que han descobert: que les intencions del Cercle són eliminar tots els dimonis i éssers en part dimonis, com els bruixots i els vampirs.
Durant tot aquest temps s'han estat preguntant per què la Clary és incapaç de recordar el món de les ombres, i aquí és quan decideixen anar a la Ciutat d'ossos, on viuen els germans Silenciosos, que els expliquen que el bloqueig mental que té és degut a un encanteri molt fort que ells no poden trencar, i que si vol recordar haurà de contactar amb el bruixot que fes l'encanteri original.
Mentrestant, l'Isabelle Lightwood, germana adoptiva d'en Jace, ha aconseguit entrades per anar a una festa privada que farà el bruixot de Brooklyn, Magnus Bane, així que decideixen trobar-se allà. Un cop a la festa la Clary el coneix i descobreix que va ser ell qui li va fer l'encanteri per bloquejar-li la ment. Com a resposta, el bruixot li diu que és un encanteri molt potent que no pot desfer, però que anirà desapareixent si no es renova cada dos anys com havien fet en els últims temps. El que més la sorprèn és descobrir que aquest encanteri l'aplicava amb ple consentiment de la seva mare. Mentrestant, a l'altra punta de l'apartament en Simon ignora les diverses advertències de l'Isabelle dient-li que no begui res estrany, però ell no fa cas i acaba transformat en una rata i en mans dels vampirs, així que han d'anar a rescatar-lo a l'hotel Dumort i tornar-lo a la seva forma original.
Aquest mateix dia, que és l'aniversari de la Clary, en Jace la porta a sopar a l'hivernacle de l'institut, on li ensenya moltes plantes exclusives d'Alicanta, la ciutat del cristall, situada en un país anomenat Idriss, que només els caçadors d'ombres coneixen. El sopar queda interromput, però, per un record de la Clary, mitjançant el qual dedueix que la copa mortal, el gran caprici d'en Valentine, està amagada en una de les cartes de tarot de la Dot, la bruixa que havia estat veïna de la Clary durant tota la vida. Decideixen sortir a buscar-la i després tornar a l'institut per entregar-la als seus responsables, o bé al matrimoni Lightwood o a en Hodge. Com que troben primer en Hodge decideixen donar-li a ell, però la seva gran sorpresa és quan els ataca per l'esquena i davant seu entrega la copa a en Valentine, que s'emporta en Jace.
La Clary, desesperada, no sap a qui recórrer, fins que apareix la bandada d'homes llop d'en Luke a l'institut. Quan es tornen a trobar tots junts descobreixen on és la Jocelyn, mare de la Clary, i en Jace els explica que en Valentine s'ha presentat com el seu pare i, per tant, ell és germanastre de la Clary, Jace Morgestern. Tot i que intenta impedir-ho, en Valentine acaba escapant a Idriss a través d'un portal i s'endú la copa.
Segon llibre (Ciutat de cendres)
Al principi del segon llibre, la Jocelyn encara no ha despertat del coma màgic en què va caure després d'haver-se begut una poció, i la Clary viu amb en Luke a la seva casa de camp. Durant aquest temps, en Jace ha estat expulsat de l'institut i acusat de col·laborar amb en Valentine, i just quan torna per enfrontar-se a Maryse Lightwood, la seva madrastra, en aquell moment arriba la inquisidora i, en veure'l a l'institut, l'empresona a la ciutat del Silenci.
D'aquest fet la Clary n'és informada per un missatge al mòbil i decideix anar a la ciutat del Silenci a alliberar-lo, però quan hi arriba troba tots els germans Silenciosos morts violentament i en Jace ferit. Ell li explica que alguns membres del Cercle han atacat la ciutat per poder aconseguir el segon Instrument Mortal, l'Espasa Mortal, que era aquella amb la qual s'havia de sotmetre a judici el jove Nephilim. És per això que la inquisidora acusa en Jace del robatori de l'espasa i l'empresona a l'apartament d'en Magnus Bane, bruixot de Brooklyn.
Unes hores després, la reina de les fades convida l'Isabelle, l'Alec, la Clary, en Simon i en Jace al seu palau per ajudar-los a solucionar aquesta topada amb la Clau, màxima autoritat dels Nephilim, i, a canvi, han d'aconseguir l'entrada de les criatures del submón al Parlament.
Quan arriben a la cambra de la reina, ella els diu que encara no està del tot convençuda d'ajudar-los, i com que els nois no hi acaben de confiar decideixen marxar, però la Clary havia menjat una mica de raïm i ha de quedar-se amb la reina a menys que li faci un petó a aquell qui més desitgi dins el grup que l'acompanya. En Simon ni s'ho pensa i li fa un petó, però la reina els informa que encara no han trencat l'encantament. És en aquest moment quan l'Izzy suggereix que hauria de besar en Jace.
Al principi s'hi oposa, ja que és el seu germà, però al cap d'una estona, i com que no troba una altra via de sortida, decideix intentar-ho. En aquest cas sí que funciona, i tothom s'adona que en Jace és a qui més desitja. Evidentment, aquest fet no passa desapercebut a en Simon, que tot just tornar al món dels humans desapareix sense dir res.
Unes hores més tard, Raphael, cap dels vampirs de la ciutat de Nova York, apareix a l'institut dient que en Simon ha començat el procés per convertir-se en un vampir, i que com a conseqüència es troba enterrat sota terra. Això fa que la Clary se senti culpable de la tristesa del seu amic i deixi de banda els caçadors d'ombres.
Mentre ella i en Luke discuteixen sobre com poden explicar-ho a la mare d'en Simon apareix la Maia, una de les llobes més joves del grup d'en Luke, molt mal ferida per un dimoni, i mentre es cura, en Jace, la Clary i en Luke se'n van a desenterrar en Simon. Poques hores després es troben amb uns dimonis i la Clary és capaç de crear una runa que els protegeixi a tots, però quan ho mostren a la família Lightwood li diuen que és del tot impossible, que l'àngel Raziel és l'únic capaç de crear runes, però ella decideix ensenyar-los-ho creant una runa de la valentia, tal com diu en Jace.
El primer a provar-la és l'Alec, germà adoptiu d'en Jace, i decideix revelar als seus pares que ha estat veient-se amb un ésser del submón de manera secreta, cosa molt mal vista entre els Nephilim. Just abans que pugui dir qui és aquest ésser, el poder que la Clary havia atorgat a la runa desapareix i ell diu que no recorda res del que ha dit.
Com que ja és de nit, tots se'n van a dormir, però en Jace decideix agafar la moto i anar a veure el seu pare al vaixell que té com a seu d'operacions del Cercle. Quan es troben, en Valentine li diu que no farà cap mal a tots aquells qui estima, sobretot a la Clary, però ell, a canvi, s'ha de comprometre a anar amb ell a Idriss.
Tot i que en Jace ha tingut molta cura de no ser descobert, l'endemà al matí la inquisidora diu que el matarà per haver parlat amb en Valentine, i que l'única cosa que el pot salvar és que el Cercle retorni l'Espasa Mortal a la Clau. Ell intenta amb tots els recursos que té persuadir la inquisidora, però ella no cedeix, perquè en Valentine havia matat el seu fill molts anys abans.
Una estona més tard, l'Alec i la Clary descobreixen que la Maia ha estat segrestada i l'han de rescatar, però just quan ho estan a punt d'aconseguir en Valentine mata en Simon. Tot i així, com que és un vampir triga més que els humans a morir, i en Jace, tot i les seves diferències, el salva perquè li ofereix la seva sang. En aquell moment la inquisidora entra a la sala de màquines del vaixell i mor lluitant contra un dimoni que atacava en Jace.
Al port, la Clary ha estat segrestada per en Valentine, i la seva única opció, a part de ser torturada amb l'espasa mortal, és que en Simon la salvi i, tenint en compte que amb prou feines es poden veure, ella ho veu tot molt difícil.
Afortunadament, els dos joves la rescaten, però en Valentine els diu que l'únic motiu pel qual en Jace segueix lluitant amb els Nephilim és perquè estima a la Clary més que com la seva germana, i no podria lluitar contra ella. Mentre en Valentine els explica això, la Clary dibuixa una runa de destrucció al vaixell que provoca una explosió molt forta i que els envia tots a l'aigua, i, mentrestant, el sol surt per l'horitzó, cosa que provocaria la mort d'en Simon. Tanmateix, com que ha begut sang d'un caçador d'ombres s'ha convertit en un vampir diürn, cosa que encara els portarà més problemes amb els éssers del submón.
Finalment, i havent solucionat la majoria dels problemes amb la Clau, la Clary coneix Madeleine, una dona que assegura que pot despertar la seva mare.
Tercer llibre (Ciutat de cristall)
En Jace, la Clary, en Simon i la família Lightwood es dirigeixen cap a Alicant, la ciutat del cristall i capital d'Idriss, per a la signatura d'uns nous acords amb els éssers del submón, i a buscar en Ragnor Fell, el representant dels bruixots a la Clau i l'únic capaç de despertar la seva mare. Tanmateix, justament el dia abans de marxar, en Jace decideix que és massa perillós per a la Clary marxar amb ells i, per tant, demana a en Magnus Bane que els obri un portal per poder marxar abans d'hora i que la Clary es quedi a la ciutat amb en Luke, però, quan se n'adona, crea una runa per obrir un portal i viatjar ella i en Luke.
Van a parar al llac Lyn, lloc sagrat per als caçadors d'ombres, ja que és des d'on va sortir l'àngel Raziel. Per aquest mateix motiu, l'aigua d'aquest llac està maleïda per als Nephilim i els provoca al·lucinacions.
Per error, la Clary ingereix aigua del llac i en Luke l'ha de portar a casa l'Amatis Garroway, germana d'en Luke, perquè la curi, mentre en Jace i els Lightwood es queden a casa els Penhallow, una antiga família Nephilim.
Poc després d'arribar a la ciutat de cristall en Simon és portat davant la inquisició per ser retornat a Nova York, però aquesta demana a en Simon que menteixi sobre els Lightwood i els incrimini com a aliats d'en Valentine i membres en actiu del Cercle. Com que el vampir s'hi nega, és enviat a la presó.
Mentre passa tot això, a l'altra punta de la ciutat la Clary s'escapa i va a veure en Jace a casa els Penhallow, on troba la filla de la família, Alain, besant-se amb en Jace, i això provoca una discussió entre tots dos. En Jace insulta la Clary dient-li que és una ''simple mundana'', i ella li diu que realment s'assembla a en Valentine, comentari que fereix els sentiments del noi.
L'endemà al matí, en Sebastian, cosí de l'Alain, i la Clary van a casa d'en Ragnor Fell i s'enduen una gran sorpresa en trobar-hi en Magnus en lloc del gran bruixot de color verd. Aquí és quan s'assabenten que en Ragnor ha estat assassinat pels membres del Cercle per tal que no pogués parlar sobre ells, però en Magnus els recomana que busquin informació al Llibre Blanc, guardat secretament dins un llibre de cuina de la casa de camp de la família Wayland. Per trobar-lo és imprescindible que en Jace els acompanyi, ja que era la seva família de procedència fins que el van portar amb els Lightwood.
Una estona després, en Sebastian i la Clary decideixen anar a casa dels Fairchild, els avis de la Clary, i durant el viatge en Sebastian explica a la Clary que en Simon està empresonat al Gard, la presó més segura del país dels caçadors d'ombres, i seguidament tornen cap a casa l'Amatis, on en Jace espera la Clary.
Ell es disculpa, però una vegada més discuteixen perquè no li digués que en Simon estava a la presó, i un cop calmats comencen el viatge a la casa dels Wayland, on, a més de trobar-hi el Llibre Blanc, troben restes dels experiments d'en Valentine, l'àngel Ithuriel mig mort al soterrani. La col·laboració d'aquest àngel és imprescindible perquè puguin saber els fets passats i els experiments que va fer amb el seu fill Jonathan posant-li sang de dimoni.
Just quan es disposen a sortir la casa comença a caure amb la mort d'Ithuriel, i tot el que podien descobrir queda enterrat entre les runes, però, per sort, ells no pateixen cap mal. Després d'això, els dos es besen apassionadament fins que la Clary acusa en Jace d'utilitzar-la perquè ell es pugui odiar després quan diu que és culpa de la sang de dimoni que corre per les seves venes que provoca sentiments cap a ella.
La gran sorpresa la troben quan, en arribar a la ciutat, hi ha grans incendis als edificis més emblemàtics i, a la casa dels Penhallow, l'Alain és atacada per un dimoni a qui l'Izzy mata després, però l'Alain escapa i l'Alec i ella la van a buscar, deixant en Sebastian i en Max, germà petit dels Lightwood sols.
La Clary i en Jace es dirigeixen al Gard pensant que és un bon moment per salvar en Simon, però abans han de trobar en Magnus i donar-li el Llibre Blanc perquè desperti la Jocelyn, així que després d'entregar el llibre es reuneixen amb l'Alec per rescatar en Simon i el seu company de cel·la, Samuel, que acaba sent en Hodge que els diu que el mirall, l'últim instrument mortal és el llac Lyn.
Poc després, en Hodge és assassinat per en Sebastian, que, segons diu, els protegeix, però no els costa descobrir que en realitat és l'espia d'en Valentine, i tot just quan arriben a aquesta conclusió ell s'escapa. Després d'això, tots quatre se'n van a la Sala dels Acords, on descobreixen que en Sebastian ha matat en Max.
L'endemà, una projecció d'en Valentine apareix a la Sala i els ofereix rendir-se i oferir-se a servir-lo a ell i fer-lo governador. Si no ho accepten, ell matarà cada caçador d'ombres amb el que es trobi. Davant aquestes imatges, la inquisidora diu que només hi ha un governador: ella. Només després d'haver pronunciat aquests mots, en Valentine la mata.
L'endemà al matí hi ha l'enterrament d'en Max, i després, en Jace se'n va a casa la Clary i li confessa el seu amor directament, li diu que l'estima i que potser és l'última vegada que es veuen perquè si el seu pare ha jurat matar tots els caçadors d'ombres del món, ells seran dels primers. Tots dos es queden adormits parlant a la cambra de la noia. Quan la Clary es desperta troba una nota d'en Jace en què li diu que ha anat a buscar en Sebastian, i juntament amb la nota deixa l'anell de la família Morgestern, la seva família paterna.
Aquell mateix dia torna la Jocelyn, ja desperta, però tenen una forta baralla i la Clary decideix abandonar la casa de manera indefinida. La mateixa Clary se'n va a veure la Clau per convèncer-los que han de lluitar contra els subterranis i els ensenya una runa que li havia mostrat Ithuriel. Gràcies a això i a alguns records descobreix que ella havia rebut sang de l'àngel quan la seva mare la portava a la panxa, i en Jace és en realitat fill del Stephen Herondale, net de l'anterior inquisidora, i, per tant, el seu germà no és en Jace sinó en Sebastian Verlac.
Angoixada per tot això, decideix protegir en Simon amb la Marca de Caín, un encanteri molt poderós que l'ha de salvar d'en Raphael, que el vol matar per ser un vampir diürn. Per això, en Raphael es discuteix amb la Clau, però accedeix a lluitar contra en Valentine.
Mentrestant, en Jace troba en Sebastian parlant amb en Valentine sobre l'aixecament de l'àngel Raziel des del Lyn i destruir tants caçadors d'ombres com els sigui possible, però quan el descobreixen espiant en Valentine, marxa i en Jace ha de lluitar contra en Sebastian, el qual li explica que ell és en realitat el germà de la Clary i el qui té sang de dimoni. En Jace en realitat té sang d'Ithuriel, igual que la Clary.
En aquell moment la mateixa Clary apareix al llac a través d'un portal per aturar els plans d'en Valentine de convocar l'àngel, però el seu propi pare la captura i utilitza les runes per paralitzar-la, i pretén utilitzar la seva sang com a sacrifici, però arriba en Jace per rescatar-la. Llavors en Valentine utilitza la Sang d'en Jace per matar-lo, però la Clary havia creat una runa lligada a en Valentine perquè l'àngel en conegués les intencions reals i, per tant, mata en Valentine i l'exèrcit de dimonis que ell controla. Quan l'àngel s'ofereix a concedir-li un desig a la noia ella, no dubta a demanar que torni la vida a en Jace.
Dos dies més tard, quan en Jace surt de l'hospital, els dos es reuneixen a la festa de celebració per haver guanyat la batalla i haver acabat amb en Valentine i el seu fill Sebastian. Cap al final de la festa, mentre miren els focs artificials, tots dos es besen. Ja no hi haurà res més que els pugui mantenir separats.
Quart llibre (Ciutat d'àngels caiguts)
Al principi del quart llibre, i amb els Lightwood, en Jace, la Clary amb la seva mare i en Luke i en Simon una altra vegada a l'institut de Nova York, en Simon rep una oferta de la Camille Belcourt, vampiressa de la ciutat, que diu haver estat enganyada per en Raphael. Ella li assegura que si s'uneixen en Simon es guanyarà un lloc important dins la societat vampírica. Després d'aquesta trobada torna a casa amb la seva mare, que encara no sap que és un vampir, però sospita que alguna cosa ha canviat des del viatge a Idriss, i tot i que en Magnus ha fet feina modificant els seus records encara creu que hi ha alguna cosa que no funciona.
Després d'això, en Simon ha tingut algunes baralles, i un dia, després d'una d'aquestes baralles la seva mare troba bosses de sang amagades en un armari i ell es veu obligat a explicar-li en què s'ha convertit. Ella li diu que ja no és el seu fill i comença a resar, però amb el seu poder de persuasió la convenç que és un malson, però des de llavors sap que no pot anar a casa seva i decideix anar a compartir un pis amb el nou membre de la seva banda, Jordan Kyle. Tot i això, quan en Jace entra al nou apartament coneix en Jordan i descobreix que és un home llop.
Mentrestant, en Jace ha tingut malsons en els quals mata la Clary, i l'evita, cosa que la preocupa perquè no sap què passa. La Clary, juntament amb la seva mare, també descobreix que hi ha algú que intenta crear individus com en Jonathan.
Després d'un concert de la banda en què en Simon ha de sortir per falta de sang, la Maureene, l'única fan del grup, el segueix per preguntar-li com està, i ell la mossega per beure's la seva sang. Afortunadament, en Jordan l'atura, però després de l'incident de la nit, la Maia i l'Izzy li demanen explicacions. Estan furioses amb ell, ja que mai no han sabut que estava sortint amb les dues a la vegada, però al mig de la discussió apareix en Jordan i abans que ningú digui res la Maia el reconeix. En Jordan era la seva exparella i qui la va convertir en el que és. Sense cap avís previ, ella l'ataca i en Simon i l'Isabelle l'han d'aturar. L'endemà, però, en Simon rep un missatge dient que tenen retinguda la seva xicota, però havent comprovat que no és ni l'Izzy ni la Maia decideix contactar amb la Maureene, que sempre es fa passar per la seva xicota als concerts, i ha estat assassinada perquè en Simon no l'ha anat a rescatar.
La Clary va a l'església de Talto per lluitar contra un dimoni Hydra, on s'acaba trobant a soles amb en Jace, que li confessa que ha estat patint malsons des que va tornar a la vida, i en aquests somnis ella sempre en surt mal parada. En aquest moment ella s'ofereix a portar-lo a la ciutat del silenci perquè els germans Silenciosos el puguin ajudar, i li diuen que, efectivament, té malsons per connexions demoníaques formades durant el seu contacte amb la mort. Tots els caçadors d'ombres reben una protecció contra això quan neixen, i quan ell va morir aquesta protecció va desaparèixer. Per tant, el que cal és que li tornin a donar la protecció i, per això, és necessari minimitzar les distraccions, com ara que la Clary estigui per allà. Els dos s'acomiaden i en Jace és tancat en una de les moltes cel·les que hi ha a la ciutat.
Un cop allà, es queda adormit i somnia amb el seu germà Max morint a Idriss i amb ell fent mal a la Clary i al seu pare biològic, Stephen Herondale. Llavors, en Max el convenç per fer-se talls als braços i seguidament es transforma en Lilith, el dimoni creador dels bruixots, i el sotmet a la seva influència.
La Jocelyn i en Luke, que s'han promès, van a la festa que ha organitzat el grup d'ell, i durant el transcurs de la nit en Simon desapareix i la Clary és segrestada per en Jace, que li assegura que els germans silenciosos l'han deixat marxar abans d'hora. Llavors ell li dibuixa una runa que, segons diu, els unirà per sempre, però quan ella és conscient que en realitat li farà perdre la consciència ja és massa tard i ell se la pot emportar.
Pel que fa a en Simon, és tret de la festa per la Maureene, que ara és un vampir, i el guia cap a Lilith, l'ésser més vell del món. L'únic que va fer per contactar amb ell va ser infiltrar-se al cos d'una de les espectadores regulars dels seus concerts.
Ella li diu que el necessita per ressuscitar en Sebastian, i quan ell li assegura que no ho pot fer ella li diu que ho ha pogut fer des que es va convertir en un diürn.
Per aconseguir el seu objectiu, ha posseït en Jace i l'ha obligat a segrestar la Clary, i li diu a en Jace que mati en Simon si ell no fa ressuscitar en Sebastian. Ell el mossega i li drena la sang enverinant-se amb la sang de dimoni que corria per les venes del noi.
L'Izzy, l'Alec, la Maia i en Jordan el segueixen gràcies a les targetes de crèdit que porta el noi a la cartera, i quan entren a l'edifici han d'examinar totes les plantes fins que el troben. El que passa és que, en lloc de trobar-lo a ell, troben el lloc on Lilith ha fet els seus experiments i on hi ha molts nens morts. Tots ells amb mans deformades i ulls negres, com aquell que la Clary havia vist a l'hospital mentre visitava la seva mare.
Aquests eren els resultats de Lilith intentant crear infants mig dimoni i mig àngel, com en Sebastian.
Mentre avancen per l'habitació l'Izzy detecta que hi ha algú al racó i l'ataca, però s'endú una sorpresa quan veu que és la mare d'un dels nens que els explica què ha passat.
Mentre passa tot això, al terrat de l'edifici la Clary enganya en Jace i li fa un tall a la runa que ha dibuixat Lilith, i així l'allibera del control del dimoni. La Isabelle s'adona que hi ha algú a la cantonada i l'ataca, i resulta que és la mare d'un dels nadons, que després els explica el que va passar. Ell li demana que escapi i creu que ella ho ha fet, però Lilith li explica que s'ha quedat i l'obliga a atacar-la.
En Jace està enfadat amb ell mateix, i jura que farà el que vulgui si deixa marxar la Clary, però el dimoni la vol torturar. La tercera vegada que està a punt de pegar-li en Simon s'hi interposa i mata Lilith gràcies a la Marca de Caín.
En aquest instant, la Clau apareix i l'Isabelle els explica la història del que han vist a baix mentre en Jace els espera a dalt. Durant aquest temps, la Clary el va a veure. Ell està avergonyit dels seus actes i reaccions, encara que és conscient que no tenia el control sobre ell mateix. Ella li diu que l'estima passi el que passi, i baixa a demanar als altres cinc minuts per parlar amb en Jace.
Mentre passa tot això, la runa de Lilith que tenia dibuixada en Jace es cura, i ell sent la veu d'en Sebastian al cap dient-li que ara ell té el control sobre el seu cos, i l'obliga a acabar el ritual que reviu a en Sebastian.
Cinquè llibre (Ciutat d'ànimes perdudes)
Dues setmanes després que en Jace desaparegués amb en Sebastian, la Clau els continua buscant per tot el món, però lentament li van restant importància al fet. Això és perquè comencen a creure que és impossible trobar-los i poder salvar en Jace, però la Clary, l'Isabelle i l'Alec es neguen a acceptar-ho.
Igualment, aquest no és l'únic problema de l'institut de Nova York en aquests moments, la Clary espera la resolució de la Clau que ha de decidir si castigar-la o no per haver demanat a l'àngel Raziel que ressuscités en Jace.
Pel que fa a en Simon, les coses tampoc no li van gaire bé amb la seva mare, ella continua parlant-li, tot i que en el fons sap que és un vampir, i tampoc no s'atreveix a explicar-li a la seva germana petita Rebecca. El problema el té, perquè té por que reaccioni igual que la seva mare. Per sort seva, però, podrà comptar amb l'ajuda incondicional de l'Izzy, que cada vegada es mostra més sincera amb ell.
Arriba un punt en què la Clary creu que no podrà passar un dia més sense en Jace, i just en aquell moment el veu a l'institut amb en Sebastian. En fixar-s'hi millor, veu que en Jace ha canviat molt i, tot i que se'l veu feliç, farà tot el que en Sebastian li digui i després se'n penedirà.
Uns dies després d'això, en Jace es presenta davant la Clary, sense amagar-se, i li fa una proposta que ella considera del tot esbojarrada: que marxi amb ell i en Sebastian. Quan s'ho pensa millor, decideix acompanyar-los per intentar salvar en Jace.
Mentrestant, l'Alec ha anat a parlar amb la Camille per intentar prendre la immortalitat d'en Magnus i que puguin estar junts per sempre, i en Jordan li ha declarat el seu amor a la Maia, però ella li ha explicat que encara no està preparada.
Un cop la Clary ha marxat, la Jocelyn i l'Izzy se'n van a veure les germanes de Ferro, forjadores dels ganivets serafins i altres armes que utilitza qualsevol Nephilim, perquè els proporcionin una arma capaç de matar en Sebastian, però que no fereixi en Jace.
Elles els expliquen que no la poden fer, però que l'espasa del Bé i del Mal els podria separar de forma permanent. Quan contacten amb en Manus per explicar-li-ho, ell els proposa contactar amb Azazel, dimoni de les armes. Igualment, el dimoni els resulta inútil, en Simon decideix convocar l'àngel Raziel, creient que la Marca de Caín el protegirà.
Uns dies després, la Clary segueix en Sebastian mentre ell s'escapa, però acaba sent atacada per un dimoni i en Sebastian l'acaba salvant. Llavors ell li diu a la Clary que anirà a parlar amb les germanes de Ferro perquè li facin una segona Copa Mortal, diu que enganyarà els dimonis i els dirà que intentarà crear més Nephilim, però en lloc d'això crearà una raça de mig humans i mig dimonis.
Quan tornen, en Sebastian ordena a en Jace que vagi a buscar la copa que ha encarregat, però quan ell hi arriba, les germanes li claven un ganivet, amb la casualitat que danyen la runa que l'uneix amb en Sebastian, i, per tant, el primer que fa en Jace és anar a parlar amb la Clary. Li explica que en Sebastian intenta despertar Lilith i crear una nova raça de caçadors d'ombres que estiguin lligats als dimonis, i tot seguit decideix parlar amb els germans Silenciosos i explicar-los els plans d'en Sebastian, mentre encara controla els seus actes. Després els demanaria que el matessin i així en Sebastian moriria. La Clary no es veu capaç de suportar-ho i crida en Sebastian perquè l'aturi, i ell dibuixa un Iratze (runa de curació) per tornar a controlar els actes del noi.
Finalment en Simon aconsegueix convocar l'àngel Raziel i demanar l'espasa del Bé i del Mal. Ell li dona amb la condició de fer desaparèixer la Marca de Caín que l'ha protegit en tantes ocasions.
La Clary s'aconsegueix posar en contacte amb en Simon a través d'un anell màgic que tenen els dos i explicar-li els plans del seu germà, i ell no triga a avisar a l'Alec, l'Isabelle i en Magnus, que se separen per buscar-los.
Poc després, en Sebastian li diu que la reina de les fades té un anell igual que aquell, i, per tant, sap que els Lightwood coneixen els seus plans. Tot seguit, la Clary destrueix l'anell i, per aquest motiu, en Sebastian s'enfronta amb ella. Després de la lluita li diu que la vol seva, i que vol que es casin encara que siguin germans. Això enfureix la noia, que es desfoga fent-li mal fins que recorda que la vida d'en Jace està lligada a la d'en Sebastian.
En Sebastian obliga la Clary a anar a la cerimònia on despertarà Lilith, encara que el dimoni és feble i no romandrà fora del submón gaire estona, només el temps just per posar la seva sang a la copa.
La primera a ser obligada a beure de la copa és l'Amatis, i, com que funciona, continua amb altres Nephilim creant l'equip ''bo'', segons diu ell mateix. També la vol obligar a beure, però apareixen els seus amics i li donen l'espasa del Bé i del Mal perquè fereixi en Jace, i així ho fa. En un primer moment creu que l'ha matat, però finalment desperta i en Sebastian escapa.
Quan tornen a casa en Magnus descobreix que l'Alec ha intentat treure-li la immortalitat i diu que el deixa i que no el vol veure mai més.
Sisè llibre (Ciutat de foc celestial)
L'Emma Carstairs és una nena que viu a l'institut de Los Angeles, i està molt contenta perquè podrà entrenar amb en Julian, el seu millor amic. De sobte, tots dos senten que algú pica a la porta i tothom, a baix, comença a cridar. Llavors ells decideixen agafar els germans petits d'en Julian i amagar-se.
L'Emma baixa d'amagat i veu en Sebastian fent beure de la copa a la gent, llavors els dirà una fletxa als Ofuscats, antics caçadors d'ombres que han begut de la nova copa. Després d'això torna a dalt i ella, en Julian, i els seus germans creuen el portal que els durà a Alicanta.
En Jace aprèn a controlar el foc celestial que li va posar al cos l'espasa, la Clary i en Simon arriben, i en Jordan se'n va per veure la Maia.
En Jace i la Clary s'uneixen als seus amics mentre l'Alec no para de parlar sobre en Magnus, i en Jace està tan enfadat que li trenca el telèfon perquè deixi de parlar del seu exxicot, i just en aquell moment reben un missatge per tornar a l'institut. La Clau els interroga per saber què va passar amb en Sebastian i així poder-lo capturar.
Al cap d'unes hores, quan tothom era fora de l'institut reben un missatge per tornar-hi, i quan hi arriben troben tot el consell a la biblioteca i la Maryse Lightwood explica que en Sebastian ha estat atacant instituts de tot el món. La Clau porta tots els caçadors d'ombres a Idriss, on les portes seran tancades completament.
Quan l'Emma s'aixeca, la Helen, parella de l'Aline, li explica el que ha passat. Ella pregunta pels seus pares, i la Helen li respon que han trobat els seus cossos. Ella crida i crida fins que en Julian li porta l'espasa familiar, Cortana. Sap que ha de ser forta.
Els Nephilim de tot Nova York estan abandonant l'institut per anar cap a Idriss, i en Simon hi va a acomiadar-se de la Clary, i en aquell moment apareix en Magnus per acomiadar-se de l'Alec llavors reconeixen els seus errors i es perdonen. En Simon també s'acomiada de l'Isabelle, i ella li dona el seu collaret per detectar els dimonis perquè es mantingui segur fins que es tornin a trobar.
La Clary es queda amb en Luke i la seva mare a casa l'Amatis, i com que la noia no pot dormir decideix baixar al primer pis, però, de sobte, sent la veu dels adults parlant a baix.
Quan s'apropa a la porta veu una caixa amb coses del seu germà quan era petit, i decideixen que ho entregaran a la Clau, que es reunirà l'endemà. Tots els Nephilim es reuniran a la sala del Consell, que estarà dirigit per la nova cònsol i en Robert Lightwood, el nou inquisidor, que li dona l'espasa del Bé i del Mal a en Julian Blackthorn perquè expliqui el que va passar a l'institut de Los Angeles. L'Emma corre a treure l'espasa de les mans del seu amic, ja que veu que li estan fent mal, i la Clary s'ha d'aixecar per calmar-la. Després apareix en Jace per fer-les tornar a la sala i tant ell com la Clary li ofereixen ajuda quan la necessiti.
Quan s'acaba, els Lightwood, en Jace i ella es posen al dia amb el que s'han perdut parlant amb l'Emma, i l'Isabelle diu que l'única solució a tots els problemes és matar en Sebastian.
En Jace decideix acompanyar la Clary a casa l'Amatis i li explica que l'Emma li recorda a ell mateix quan era petit. Mentre això passa a Idriss, en Sebastian està a la cort de les fades, on és informat de l'evacuació dels caçadors d'ombres a Idriss, i decideix atacar l'institut de Londres abans que se'n vagin.
Quan arriben a casa l'Amatis, la Clary no s'hi vol quedar, i demana a en Jace que l'acompanyi a comprar una espasa pròpia.
L'endemà al matí en Simon es desperta a l'hotel Dumort vestit com si fos l'heroi romàntic d'una novel·la. La Maureen, nova cap dels vampirs de la ciutat i que està boja per en Simon, li diu que per fi estan junts, i que només l'alliberarà quan també l'estimi a ella. En Simon sap que la Maureen convertida en vampir és culpa seva.
La Maia i en Jordan van al lloc on es troben tots els homes llop de la ciutat, a Long Island i troben en Sebastian, que ho ha cremat tot i ha matat tots els individus que hi havia per allà. Després de trobar-se, en Sebadtian fereix en Jordan amb l'espasa i després li diu a la Maia que matarà tots els éssers del submón que es barregin amb els caçadors d'ombres.
A l'altra punta de la ciutat, en Magnus està al bar de bruixots i llops més popular de Nova York, i la Catarina, una bruixa molt experimentada, cedeix el seu seient al Consell perquè pugui viatjar a Idriss i veure l'Alec. Després, al mig d'una conversa de coses banals, un llop els explica el que ha passat a Long Island.
A Idriss, l'Emma i en Julian donen menjar als germans petits del noi quan la Helen els diu que hi ha hagut un atac a l'institut de Londres. Llavors, l'Emma diu que els vol veure executar en Sebastian a la plaça d'Idriss, i, tot i que la Helen sembla horroritzada, en Julian hi està d'acord.
En Jace i la Clary se'n van a comprar l'arma de la noia a la botiga Diana, i ella li ofereix la parella curta de l'espasa d'en Sebastian, i tot i que ella s'hi mostra reticent al principi, finalment la convenç que la Diana li digui que témer el nom Morganstern dona a en Sebastian poder sobre ella, i just després els diu que hi ha hagut un atac a l'institut de Londres.
A Nova York en Simon es troba amb en Raphael, i ell li demana que els representi a Alicanta i parli al consell sobre els assassinats comesos per la Maureene. A la majoria dels vampirs els agrada la llibertat, però en Raphael està preocupat per les conseqüències a llarg termini, així que en Simon accepta.
En Jace s'emporta a la Clary perquè banyi la seva nova espasa a l'aigua de la font de l'àngel, davant la sala dels acords, que, segons li diu, forma part d'una tradició dels caçadors d'ombres. Llavors comencen a parlar i en Jace admet que tot el que fa en Sebastian és culpa seva per haver-lo ajudat. I, de cop, les torres demoníaques que protegeixen Alicanta es tenyeixen de vermell i diuen que tothom es dirigeixi al Gard, però llavors s'adonen que només podran lluitar aquells que tenen família convertida en Ofuscats, Nephilim que han begut de la copa d'en Sebastian, perquè la Clau els vol vius per intentar revertir els efectes de la copa, però en Jace sap que aquests eren els pans d'en Sebastian i ho explica al seu pare adoptiu, Robert,que és el nou inquisidor. Com que no el convenç, ell mateix creuarà el portal, i abans de dir-li a la Clary sap segur que ella el seguirà.
Just després que ell dos el creuin, el portal es tanca, i cada vegada hi ha més Ofuscats. Un guerrer intenta parlar amb la seva germana i ella li talla el cap. I segueixen apareixent Ofuscats. En aquest moment en Jace s'adona que és una trampa i li demana a la Clary que obri un portal per treure'ls d'allà mentre ell segueix lluitant.
Els Ofuscats deixen passar la Clary mentre es dirigeix cap a una paret, i just quan treu l'estela per començar a dibuixar l'Amatis la troba i li diu que la guardi. Aquesta intenta portar la Clary amb en Sebastian, però es distreu en veure que en Jace mata molts Ofuscats i la Clary té l'oportunitat d'alliberar-se, just en aquell moment l'Alec i l'Izzy arriben al Gard i el seu pare no els deixa passar pel portal, i ella l'ha començat a cridar. L'Alec l'intenta calmar, després la seva mare fa el mateix, i llavors l'Isabelle diu que coneixia l'aventura del seu pare, i que només s'havia quedat perquè la Maryse s'havia quedat embarassada d'en Max, i l'Alec marxa enfurismat.
En Jace segueix lluitant fins que en Sebastian se'n va a trobar-lo i li diu que té la Clary i li explica què li farà. Enfadat, comet un error mentre lluita i acaba a terra, però quan en Sebastian l'agafa pel braç, el foc celestial l'abrasa. Les germanes de Ferro els envolten i demanen a en Sebastian que marxi, ell crea un forat a terra i hi desapareix. Mentrestant, a Alicanta, l'Alec intenta convèncer la cònsol que envïi més gent a lluitar contra els Ofuscats, però, de cop i volta, sent el dolor d'en Jace a la seva runa de Parabatai i li diu que obri un portal ràpidament.
La Clary inverteix totes les seves energies per fer una runa que curi en Jace, i just en aquell moment s'obre un portal.
En Simon i en Raphael arriben a Alicanta i s'adonen que tothom està al Gard, perquè les torres demoníaques estan tenyides de vermell, i en Raphael suggereix que vagin a la casa reservada pel representant vampir al Consell just quan veuen l'Isabelle. Ella està tan contenta de veure en Simon que oblida el que passa i a l'altra banda de la plaça en Magnus se'n va a parlar amb en Luke i la Jocelyn. Ell els diu que en Sebastian no va fer res a la caixa que va deixar a casa l'Amatis i també els porta un missatge de la Maia de part d'en Sebastian, i ell els ho dirà als éssers del submón durant el sopar organitzat pel representant de les fades.
La Helen apareix a la porta amb un missatge de la Clary. Mentre l'Isabelle busca roba de l'Alec per deixar-li a en Simon, que encara porta la roba que li ha posat la Maureene, en aquest moment apareix l'Alec i els posa al dia. A en Simon el sorprèn que l'Isabelle estigués preocupada per en Jace i la Clary i no li ho hagués dit. L'Alec els explica que a en Jace li passa alguna cosa, una altra onada de dolor afecta el seu genoll; però ha tornat a Alicanta. L'Alec i l'Izzy deixen en Simon fora la basílica que es fa servir com a hospital per anar a veure com es troba en Jace.
En Raphael troba en Simon a fora i l'acompanya on la Jocelyn, en Luke i en Magnus estan intentant curar la Clary, que s'ha quedat inconscient després de curar en Jace, i quan l'Alec es gira i veu en Magnus decideix sortir a fora per no creuar-se amb ell.
Quan la Clary es desperta és informada de tot el que ha passat per part d'en Luke i la seva mare i en Simon completa alguns detalls de la història. La Clary s'adona que en Simon necessita sang i decideix portar-lo a la casa del representant del Consell, que és l'únic lloc a Idriss on en pot aconseguir. En Luke l'adverteix que hi haurà un guàrdia per assegurar-se que entra i es queda allà després que es faci de nit.
Quan en Jace es desperta decideix que no necessita quedar-se a la infermeria.
En Simon i la Clary arriben a la casa del Consell i en Raphael els dona sang per a en Simon i fa uns quants comentaris que fan que en Simon s'adoni que està gelós d'ell, i com que li ha posat droga a la sang i ara ell està drogat i demanant per l'Isabelle, la Clary l'intenta portar a casa, cosa que no funciona fins que l'inquisidor el crida i diu que l'escoltarà al Consell.
La Clary el porta a casa, però no hi arriben abans que es faci de nit. Tot i així, igualment segueixen avançant. Deixa en Simon estirat al sofà i puja a la seva habitació, on troba en Sebastian esperant-la.
La Clary no es pot moure per culpa d'un encanteri que ell li ha posat a les cames, i com ja és habitual li explica totes aquelles coses en què s'assemblen, i també li dona una altra oportunitat d'unir-se a ell.
A l'hora de sopar, la Jocelyn i els éssers del submón parlen de l'aliança amb els Nephilim, menys en Magnus, que està distret i només pensa en l'Alec. Un cop han acabat de sopar, en Magnus obre la porta i veu un Ofuscat just abans de desmaiar-se. En Sebastian segueix demanant a la Clary que marxi amb ell, i ella torna a dir que no. Just en aquell moment apareix en Jace burlant-se de la soledat d'en Sebastian i aquest l'ataca, però quan en Jace el toca s'adona que no té control sobre el foc celestial, i seguidament desapareix.
En Jace i la Clary tornen al Gard, i ella li explica el que va passar abans de la batalla. En Jace, furiós, promet que farà el que pugui per protegir-la i li farà les coses més fàcils, i ella li diu que estar amb ell és una petita victòria contra en Sebastian, i al cap de poc els dos s'adormen esperant que en Luke i la Jocelyn tornin.
La Jia, la cònsol, desperta en Jace i la Clary per a la reunió i quan hi arriben veuen els Lightwood al mig de la gentada i decideixen anar amb ells.
Davant de les cadires que haurien d'ocupar els fills de Lilith hi ha un missatge escrit amb sang d'àngel de part d'en Sebstian. Tots els caçadors d'ombres de la sala comencen a parlar sobre el que s'hauria de fer, però llavors, un Ofuscat pareix darrere la Jia i li posa una espasa al coll. Els diu que en Sebastian té els membres del consell i que els matarà si no entreguen la seva germana i en Jace. La gent no hi està d'acord, però en Jace s'ofereix voluntàriament si deixen la Clary al marge, però l'Ofuscat diu que hi han d'anar els dos. Llavors intervé en Robert demanant més estona per parlar-ne, els dona dos dies i desapareix. L'Alec li dibuixa una runa curativa a en Jace, i li recorda que si fos en Magnus i no la Clary ell també ho faria. En Jace li recorda tot el que va dir a la cerimònia de parabatais, però l'Alec el talla dient-li que no parli com si estigués a punt de morir.
Llavors tornen a la sala del Consell per unir-se a la discussió sobre si han d'entregar o no en Jace i la Clary, just en aquell moment en Simon dona el punt de vista dels fills de la nit.
En Jace, en Simon i l'Alec estan parlant quan l'Isabelle i la Clary porten l'Emma amb ells. La nena no confia en la Clau, però sembla que en ells sí perquè ajuden la gent, i els diu que els membres del Consell han acordat entregar en Jace i la Clary a en Sebastian. També els diu que els Ofuscats han parlat d'Edom, el món dels dimonis, com si realment existís, no només com una idea preconcebuda de l'infern.
En Jace intenta convèncer la seva família perquè el deixin marxar sol, però al final li diuen que els necessita i obliguen la Clary a fer un portal que els porti just a les portes de la Cort de les fades.
Llavors en Jace demana poder anar a Edom i la reina els porta a un camí que es divideix en tres rutes. Una porta al cel, l'altra al món de les fades, i la ruta restant, a l'infern (o Edom, en aquest cas). Abans de marxar, en Jace fa jurar a la reina de les fades, incapaç de mentir per naturalesa que no avisaran en Sebastian que han estat allà, i tot seguit comencen a caminar.
La Clary troba el seu germà, però té els ulls verds i no negres com en Sebastian. Recorda el seu pare, sent un heroi mort en combat, i en Luke i la Jocelyn li han posat Valentina a la seva filla en honor del seu pare. En Jonathan, no en Sebastian, acusa la Valentina de menjar-se les flors del pastís de noces i la Clary s'adona que s'està a punt de casar amb en Jace i es pregunta on és en Simon. No sembla que en Jonathan el conegui.
En Simon és en un món somniat on s'ha convertit en una estrella del rock i surt amb la Clary, però quan li diu que l'estima li diu Isabelle.
En Simon li prepara a l'Izzy una festa de vint-i-dosè aniversari, i se sorprèn quan veu que el seu germà Max, que hauria de tenir quinze anys, encara en té nou.
L'Alec ha guanyat a en Sebastian i s'està a punt de casar amb en Magnus. En Robert està a punt de fer un discurs sobre com d'orgullós està del seu fill i en Magnus li diu que és una il·lusió per entrar a Edom. En aquest punt l'Alec es desperta i s'adona que tot és fals, així que decideix despertar tots els altres, però falta en Jace. Només d'aixecar-se, la Clary surt a buscar-lo i el troba apartat del grup darrere unes roques, però quan li pregunta pel que ha vist, ell li respon que no ha vist res.
En Raphael intenta alliberar els membres importants del Consell que han estat portats a Edom, però no poden sortir d'allà.
El grup, encapçalat per en Jace, segueix la seva missió, però s'adonen que les runes perden l'efecte més ràpid en aquest nou món, i, per tant, se les han de dibuixar més sovint, i, a més, els dimonis no desapareixen quan els mates perquè ja estan al seu món de procedència. Al cap d'una estona de caminar, en Simon assenyala unes coves al lluny, i decideixen que quan hi arribin pararan per descansar.
La cova que escullen té runes a l'entrada, cosa que els fa sentir més protegits. Entren i decideixen que en Jace i la Clary aniran per un dels dos túnels que surten d'allà, l'Isabelle i en Simon aniran per l'altre i l'Alec es quedarà fent foc al que han establert com a cova central. Al final del passadís que segueixen en Jace i la Clary hi ha un llac amb runes al fons, cosa que la Clary troba frustrant, però a en Jace no li sembla gens malament. En canvi, l'Isabelle i en Simon troben una ciutat en ruïnes al final del túnel.
La Jocelyn està en una cel·la diferent de la que ocupen la resta de representants del Consell, i en Sebastian se'n va a negociar amb ella a la vegada que contacta amb la Jia, que els diu que no entregarà ni en Jace ni la Clary, però ell els diu que sols ja s'han ofert a viatjar a Edom.
L'Emma i en Julian han estat parlant de convertir-se en parabatais per poder estar junts ara que els pares de l'Emma han mort, però en aquest moment senten com els Penhallow parlen de l'escapada d'en Jace i la Clary.
En Jace i la Clary tornen a la cova central on l'Alec els ha preparat un foc, i el noi els expressa la seva preocupació per com la Clau els ha deixat de banda, mentre parla, la Clary s'adorm. Llavors en Jace sent un soroll i corre cap allà, on troba un dimoni que l'intenta atacar, però ell descarrega tot el foc celestial sobre el dimoni, i l'Alec ha d'avisar la Clary perquè l'ajudi a controlar-lo. La porta cap a ell i li mostra com el noi està envoltat de flames.
Ella es dibuixa una runa al canell antifoc per no cremar-se i se'n va cap a ell, però el noi li diu que marxi, que no pot estar allà quan el foc el consumeixi completament, però, en lloc d'això, ella li fa un petó i li demana que hi confiï. Ella recorda la primera runa que va dibuixar. L'Alec, l'Izzy i en Simon esperen fins que el foc s'apaga i els seus amics apareixen il·lesos, i aquí és quan en Jace els explica que ha perdut el control, però que ara ja sap com fer-s'ho per no tornar-hi.
En un altre punt d'Edom, en Sebastian porta la Jocelyn a una sala amb dos trons que li recorda a l'entrada del Gard, i ell li ensenya dues finestres, una que mostra Edom, i l'altra que mostra Alicanta. En aquest moment la Jocelyn s'adona que el segon tro és per a la Clary, i a través de la finestra veuen com en Jace esclata en flames.
Com que ja han descansat, decideixen posar-se en marxa de nou fins que arriben a un penya-segat i, al final, poden veure una ciutat igual que Alicanta en ruïnes. Quan arriben al que seria la sala dels Acords, l'Alec llegeix la història dels caçadors d'ombres en aquest món, igual com està escrita a Alicanta.
Un àngel va venir per crear els Nephilim, però no van aconseguir derrotar els dimonis, i veuen una tomba d'en Jonathan Caçador d'ombres, el primer Nephilim. Aquest duia un bàcul amb una pedra roja com la que utilitza l'Isabelle per detectar la proximitat dels dimonis, i en Jace decideix agafar-la, tot i que en Simon li ha dit que podria ser una trampa, i mentre el noi s'hi acosta, la pedra comença a vibrar i se senten uns crits i comencen a aparèixer dimonis que ataquen els nois. Un d'aquests dimonis mossega l'Isabelle, i l'Alec li dibuixa un Iratze, runa de curació, però no té prou poder en aquest món i la Clary obre un portal per portar-los de nou a la cova. Un cop allà ella es dibuixa la runa, però tampoc és prou forta, i, finalment, en Simon deixa caure la seva sang sobre la ferida, que miraculosament es cura.
A Nova York, la Maia troba un dimoni que l'ajuda i li diu que els plans d'en Sebastian han programat atacar Alicanta l'endemà.
Amb tot això de la sang, la Clary s'adona que en Simon no ha menjat des que van arribar i l'Alec decideix oferir-se voluntari per donar-li la seva sang com a agraïment per haver fet feliç a l'Isabelle.
Al cap d'una estona, mentre l'Alec fa guàrdia a l'entrada de la cova, en Jace i la Clary se'n van a banyar-se al llac, i discuteixen sobre el secret que, ara, el foc celestial està emmagatzemat a l'espasa de la Clary, i per això en Jace ja no ha de patir per controlar-lo.
A Alicanta, la Jia rep un missatge de la Maia en què els informa que en Sebastian atacarà al vespre.
Entre tots fan un pla per entrar a la fortalesa d'en Sebastian. Abans que res, en Simon proposa robar l'uniforme de cinc Ofuscats per no ser vistos durant la intrusió, cosa que tots troben molt bona idea. Segueixen endavant amb el pla, i la Clary crea un portal que els torna a portar al penya-segat, on maten cinc Ofuscats i els prenen l'uniforme, i segueixen endavant cap a la base d'en Sebastian, on els espera amb una sala plena de dimonis. Un cop a dins es divideixen, en Jace i la Clary per un cantó, i en Simon, l'Izzy i l'Alec per l'altre. Així, intentaran trobar els representants el Consell.
Al mateix moment, a Alicanta estan sonant les sirenes de les torres, i l'Emma i en Julian han d'anar a la sala dels Acords, amb els germans petits del nen per poder-se protegir allà dins, ja que són massa joves per lluitar. De cop, algunes fades els comencen a atacar, i un dels germans Silenciosos, el germà Zachariah, els ha d'acompanyar. Però en Julian sent algunes converses, i veu petites lluites que fan que estigui segur que aquella nit moriran tots. La lluita arriba a la sala dels Acords, i en Julian i l'Emma, que són els més grans, fan tot el que poden per protegir els petits, però en Ty, de dos anys, intenta parlar amb el seu pare, i en Julian ha de llançar un ganivet i matar-lo per salvar el seu germà.
En Jace i la Clary troben en Sebastian a la rèplica de la sala del Consell amb la finestrad d'Edom i la d'Alicanta, i, tot seguit, en Sebastian envia l'Amatis a buscar la Jocelyn a la seva cel·la, i després la Clary s'adona que les intencions d'en Sebastian són governar l'infern amb ella, que accedeix a quedar-se sempre que deixi els caçadors d'ombres viure en pau, especialment a aquells qui s'aprecia més, i ella camina cap al tro. Ho troba un canvi raonable. Una vida en un món mort a canvi de la felicitat de tots aquells que l'estimen i habiten al seu món
En Luke li explica a en Magnus què pot veure des de la finestra de la cel·la, i veu com a la cantonada arriben l'Alec, en Simon i l'Isabelle. L'Alec utilitza un ganivet serafí per alliberar-los, i després envia en Luke, en Magnus, la seva germana i en Simon a alliberar la Jocelyn, i després es trobaran tots amb la Clary i en Jace.
L'Amatis arriba a la sala del Tro i diu a en Sebastian que la Jocelyn no és a la seva cel·la, però ell no es preocupa, perquè totes les parets de la ciutat s'estan ajuntant fent els passadissos i les sales més petites i estretes, i els que la busquen no triguen a adonar-se'n. En Simon i l'Izzy s'han separat del grup i troben en Jace, i posteriorment arriben a la sala on hi ha en Sebastian. La resta no triguen a arribar i tots troben la Clary asseguda al tro. En Simon li diu que torni amb ells, i en Jace intenta agafar-la, però uns Ofuscats s'interposen en el seu camí.
Tots miren la Clary, i en Sebastian explica la decisió que ha obligat a prendre a la seva germana, i després li demana que li faci un petó. Ella s'aixeca i li fa un petó a la galta a la vegada que li clava la seva espasa, on havia emmagatzemat el foc celestial que lluïa per les venes d'en Jace. Tot el que ell tenia de dolent, part que responia al nom de Sebastian, es consumeix en les flames, i només en queda un Jonathan mig mort a qui la Jocelyn no pot ajudar. En Jonathan els explica on es troba la copa, i els demana que se l'emportin i la lliurin a la clau de nou, a qui pertany, i, a la vegada que en Sebastian, tots els Ofuscats entren en xoc. En Sebastian es recupera, i els diu que ara sentiran com Lilith plora la mort dels seus fills, tant dimonis com Ouscats, i després d'això, ell morirà. En Jonathan es disculpa per tot el que ha fet, també d'haver-los atrapat a Edom, i li explica a la Clary el somni que va tenir una vegada. Exactament igual al que va tenir ella quan va arribar a Edom, i mentrestant, en Jace ha explicat als altres el que van fer amb el foc, i la Clary els informa que no hi ha cap vida de sortida.
Tots junts acaben votant que en Magnus contacti amb el seu pare, Asmodeus, un dels grans caigut del cel amb Lucifer, i així ho fan. Asmodeus els demana una vida immortal per tornar-los a casa, i només poden ser o en Magnus o en Simon. En Magnus està disposat a morir, ja que si li prenen la immortalitat, com que ja ha esgotat els seus anys de vida mortal envellirà molt ràpid, però en Simon diu que ell ho farà, només ha estat vampir durant un any, i, per tant, viurà molts anys més. Asmodeus hi està d'acord, sempre que en Simon torni a ser humà i no recordi res del que sap del món de les ombres.
Es modificaran tots els seus records dels Nephilim i també de la Clary des que eren petits, i als seus amics no els sorprendrà que hi torni a ser sempre. Ell assenteix i Asmodeus se l'emporta.
La resta del grup torna a Alicanta, i llavors la Clary és plenament conscient de tot el que ha passat, i que ha perdut el seu germà i el seu millor amic amb molt poca estona de diferència.
Es convoca una reunió del Consell on es decideix que les fades no podran tenir exèrcit ni portar armes durant un temps com a càstig per haver-se unit a en Valentine, també diuen que cremaran el cos d'en Jonathan per assegurar-se que no torni, i en Jace i la Clary tiraran les seves cendres al llac Lyn.
L'Emma i en Julian senten com la volen deixar a Idris per educar-la a l'acadèmia, i, per tant, anuncien que es convertiran en parabatai i així no els podran fer marxar de Los Angeles.
Mentre tornen cap a Alicanta, en Jace para a la casa dels Herondale la seva família biològica, i li diu a la Clary que vol portar el nom de la família per tots aquells que han fet el bé i que no vol que el llegat familiar acabi en ell.
A la ciutat, en Magnus i l'Alec es troben, i el bruixot entrega al noi el seu diari, en el qual s'expliquen totes les aventures que ha viscut el bruixot i també tots els amors i desamors de la seva vida immortal. L'Alec accepta el diari i també de tornar a estar amb en Magnus mentre els dos puguin i vulguin.
Quan la Clary arriba a la seva habitació, troba l'Isabelle plorant, i trucant per enèsima vegada a en Simon, cosa que els recorda a les dues que ell no sap qui són.
Al cap de pocs dies tornen a Nova York, i la Cary, en Magnus i l'Isabelle van a veure en Simon, que, tal com creien, no els recorda, però de sobte cau en mans de la Clary un tríptic de la banda del noi, i en veure el nom recupera l'esperança. La banda d'en Simon es diu ''els instruments mortals''.
En Magnus promet a l'Isabelle que l'intentarà fer recordar, però només podrà si ell ho vol. Quan el bruixot comença a parlar en Simon sembla sorprès i confós per l'existència del món de les ombres, i de com ell, un noi normal ha estat un vampir que ha salvat als seus amics i el món.
En Magnus li ofereix la possiblit d'ascendir, transformar humans en caçadors d'ombres.
El dia del casament d'en Luke i la Jocelyn, en Robert li explica a l'Alec que el seu parabatai, Michael Wayland, també es va enamorar d'ell, i la cosa no va acabar gaire bé, per això van adoptar en Jace quan ell va morir, i li diu que està molt orgullós d'ell. El noi torna amb els seus amics.
En Magnus demana a la Clary que el segueixi i troben en Simon a fora, i, tot i que encara no ho recorda tot, gran part dels records han tornat. Ella ni tan sols l'escolta i corre cap al seu amic i l'abraça. Ell li diu que la recorda.
A dins, la Jocelyn li demana a en Jace que toqui el piano, i la Tessa, mare del besavi d'en Jace, una bruixa i caçadora d'ombres a la vegada, busca la Clary per entregar-li l'anell familiar dels Herondale i el seu Codex.
En Jace rep ambdues coses de les mans de la Clary i després tots dos s'uneixen a la festa.

## Adaptació cinematogràfica
L'adaptació cinematogràfica del primer llibre es va estrenar el 21 d'agost de 2013 als Estats Units. És una producció alemanya-canadenca dirigida per Harald Zwars i rodada a Toronto, Nova York i Hamilton durant el 2013.
El projecte es va posar en marxa l'any 2010, després que una productora acceptés el projecte, però el rodatge va haver t dos anys perquè no trobaven el protagonista masculí, que finalment va acabar interpretant Jamie Campbell Bowe.
| Personatges                      | Actors                         |
| -------------------------------- | ------------------------------ |
| Clarissa (Clary) Fray/ Fairchild | Lily Collins                   |
| Jace Wyand/Herondale             | Jamie Campbell Bowe            |
| Alexander (Alec) Lightwood       | Kevin Zegers/ Gabriel Hugoboom |
| Isabelle (Izzy) Lightwood        | Jamima West                    |
| Simon Lewis                      | Robert Sheehan                 |
| Valentine Morgestern             | Jonathan Rhys-Meyers           |
| Jocelyn Frairchild/ Morgestern   | Lena Headey                    |
| Hodge Starkweather               | Jarred Harris                  |
| Magnus Bane                      | Godfrey Gao                    |

## La sèrie de televisió
A la sèrie, la Clary té divuit anys, i no setze. Durant l'estiu ha estat acceptada a l'academia d'arts de Brooklyn. Quan està de festa amb el seu millor amic Simon Lewis veu a uns nois assassinar-ne a un altre, però just quan el ganivet l'atravessa, el cadàver desapareix en l'aire. Aquesta nit, descobrirà que és una caçadora d'ombres, una humana nascuda amb sang de t Raziel, i que ha de protegir els humans d'allò que són incapaços de veure.
Aquesta mateixa nit, la mare de la Clary, la Jocelyn, és segrestada per un grup de caçadors d'ombres que treballen amb els dimonis per acabar amb els éssers del submón. El seu líder, és en Valentine Morgenstern, el marit de la Jocelyn.
Sense la seva mare, la Clary no sap que fer, i decideix parlar amb en Luke, un molt bon amic de la seva mare i en qui confia més que ningú, però quan es disposa a parlar amb ell a la comissaria on treballa descobreix que està parlant amb persones en qui sap que la seva mare no confiava, i se sent profundament treïda per aquell home que li ha fet de pare. Llavors ella s'uneix a un grup de caçadors d'ombres per aconseguir salvar la seva mare i descobreix que té poders que mai hauria pogut imaginar. El problema és que, ot el que qualsevol caçador d'ombres apren durant els primers divuit anys de vida ella ho haurà d'aprendre en pocs dies per recuperar a la seva mare.
Ara viurà entre fades, vampirs, homes llop,...
El rodatge
El rodatge va començar a Toronto, Canadà el 25 de maig de 2015 i encara s'està rodant.
Casting
| Personatges        | Actors             |
| ------------------ | ------------------ |
| Clarissa Fray      | Katherine McNamara |
| Jace Wayland       | Dominic Sherwood   |
| Alec Lightwood     | Matthew Daddario   |
| Isabelle Lightwood | Emeraude Toubia    |
| Simon Lewis        | Alberto Rosende    |
| Magnus Bane        | Harry Shum, Jr.    |
| Luke Garroway      | Isaiah Mustafa     |